# إسحاق هاينيمان
إسحاق هاينيمان (بالإنجليزية : Isaac Heinemann - بالعبرية : יצחק היינמן) - ولد في 5 يونيو 1876 و توفي في 28 يوليوز 1957 - هو حاخام يهودي إسرائيلي و مدرس ديني و أستاذ في الادب الكلاسيكي متخصص في الأدب الهلنستي والفلسفة

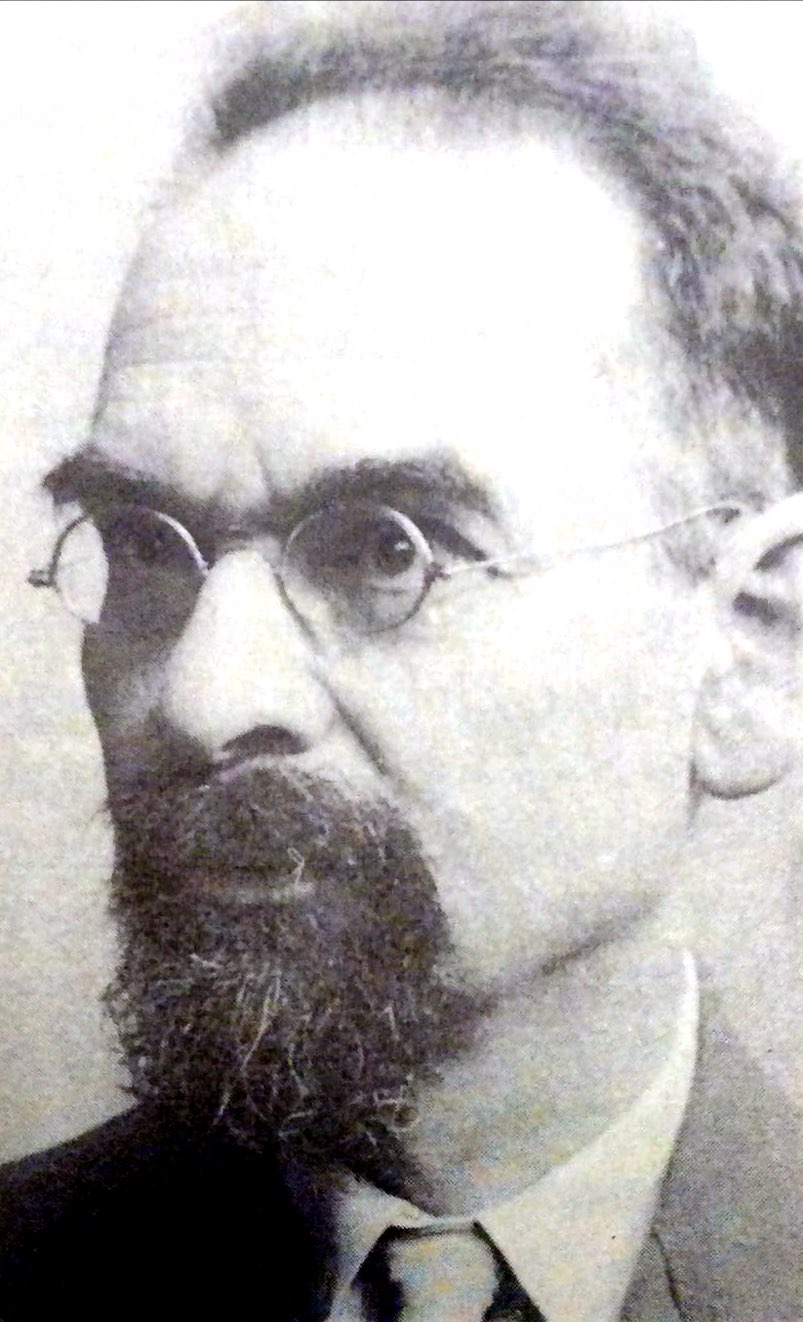
صورة ل " إسحاق هاينيمان "

## حياته الشخصية
ولد هاينيمان في فرانكفورت , ألمانيا سنة 1876 , في سنة 1897 تلقى القبول للانضمام للدراسات التوراتية. هاجر إلى الانتداب البريطاني في فلسطين ، والآن إسرائيل، في عام 1939 وانضم إلى كلية الجامعة العبرية في القدس.

## الجوائز والتكريم
- في سنة 1955 حصل على جائزة إسرائيل في مجال الدراسات اليهودية. [2]